# Moeneeb Josephs
Moeneeb Josephs (pronunțat Muh'Neeb), (n. 19 mai 1980 în Cape Town) este un portar sud-african de fotbal care joacă pentru Orlando Pirates și pentru Africa de Sud.